# 你很快就會好好的
《你很快就會好好的》（英語：Soon You'll Get Better）是美國創作歌手泰勒·斯威夫特的一首歌曲，並客串狄克西女子合唱團，於2019年8月23日由聯眾唱片。這首歌得到了音樂評論家的廣泛讚譽。《你很快就會好好的》被描述是一首鄉村民謠，並且與斯威夫特的2008年的專輯《無懼的愛》中的歌曲《完美的一天》進行了比較，無論是風格還是主題。 這兩首歌都在敘述於斯威夫特與她的母親的關係。

## 背景及詞曲
這首歌是關於斯威夫特的父母與癌症的鬥爭，特別是關於她母親對乳癌的最新診斷。在專輯發行前一天，在YouTube上播放的現場直播視頻中，斯威夫特告訴歌迷，這首歌是專輯中最難寫的，並補充說，由於這首歌太隱私，經過家庭討論後最終選擇了發布這首歌。被邀請參加斯威夫特的專輯秘密試聽會的歌迷說，當歌曲播放時，她離開了房間。
它被視為鄉村歌曲：滾石雜誌稱這首歌為「剝下來」，並指出原聲歌曲中唯一的音樂是稀疏弦樂。時代雜誌將這首歌形容為「向斯威夫特的鄉村根源傾斜」。今日美國說明這首歌有納許維爾的感覺。這首歌客串了狄克西女子合唱團，在專輯的首支主打歌曲《我！》的音樂錄影帶中有出現其樂團的照片。斯威夫特在母親首次被診斷出有癌症後不久就與狄克西女子合唱團進行了表演，並引用了她們1999年的專輯《飛翔》影響了《情人》專輯的製作。

## 榜單
| 各國音樂榜單 (2019)              | 最高名次 |
| -------------------------------- | -------- |
| 澳大利亞 (ARIA)                  | 54       |
| 加拿大（Canadian Hot 100）       | 71       |
| 蘇格蘭（官方榜单公司單曲榜）     | 97       |
| 美国（《告示牌》百大單曲榜）     | 63       |
| 美國（《告示牌》热门乡村歌曲榜） | 10       |
| 美國 Rolling Stone Top 100       | 31       |

## 發行歷史
| 地區 | 日期          | 格式              | 唱片公司           | 參考   |
| ---- | ------------- | ----------------- | ------------------ | ------ |
| 全球 | 2019年8月23日 | 數位下載 串流媒體 | 泰勒絲音樂製作公司 | [ 15 ] |